# Kuala Lumpur Major
Kuala Lumpur Major var en Dota 2-turnering som anordnades i Kuala Lumpur mellan 9 och 18 november 2018. Turneringen var den första Majorn i den professionella Dota 2-säsongen mellan 2018/2019. 16 lag deltog i turneringen. Vinnarna av Majorn var Virtus.pro, som besegrade Team Secret i en bäst av fem final, där Virtus.pro vann 3–2.

## Lag
| Inbjudna - Team Secret - Ninjas in Pyjamas - Alliance - Virtus.pro - Gambit Esports - PSG.LGD - Vici Gaming - Team Aster - Fnatic - TNC Predator - Evil Geniuses - Forward Gaming - J.Storm - paiN Gaming - paiN X - Tigers |

## Resultat
| Plats | Lag                         | Prispengar |
| 1     | Virtus.pro                  | $350,000   |
| 2     | Team Secret                 | $170,000   |
| 3     | Evil Geniuses               | $100,000   |
| 4     | Ninjas in Pyjamas           | $80,000    |
| 5–6   | Fnatic                      | $60,000    |
| 5–6   | MVP Phoenix                 | $60,000    |
| 7–8   | Vici Gaming                 | $40,000    |
| 7–8   | Fnatic                      | $40,000    |
| 9–12  | Alliance & paiN X           | $15,000    |
| 9–12  | Forward Gaming & J.Storm    | $15,000    |
| 13–16 | Team Aster & Gambit Esports | $10,000    |
| 13–16 | paiN Gaming & Tigers        | $10,000    |